# Operacje reagowania kryzysowego
Operacje reagowania kryzysowego – operacje wojskowe mające na celu ochronę bądź zapewnienie bezpieczeństwa grup ludzi, regionów bądź państw. Operacje tego typu mogą być podejmowane w razie zaistnienia sytuacji kryzysowych zagrażających bezpieczeństwu na określonym obszarze. W literaturze oraz doktrynach obronnych wyróżnia się operacje reagowania kryzysowego o charakterze działań wojennych oraz operacje inne niż wojna. Podstawowym czynnikiem wyróżniającym militarne operacje reagowania kryzysowego od operacji pokojowych, jest brak konieczności uzyskiwania zgody państwa bądź państw, na terytorium których ma być przeprowadzona, często nawet wbrew ich woli. Zasadniczo, operacje reagowania kryzysowego powinny być przeprowadzane z mandatem Organizacji Narodów Zjednoczonych, coraz częściej jednak kwestionuje się ten wymóg, podnosząc że w sytuacjach regionalnych kryzysów, zagrożone kryzysem życie ludzi czy też fizyczna egzystencja całych grup społecznych bądź etnicznych, jest wartością nadrzędną, stojącą ponad zasadą suwerenności państwowej, a nawet ponad niedoskonałym prawem międzynarodowym, którego realizacja często obarczona jest partykularnymi interesami politycznymi.

## Operacje reagowania kryzysowego
Operacja reagowania kryzysowego to działania przy użyciu sił zbrojnych skierowane na usuwanie przyczyn sytuacji kryzysowych lub kryzysów zagrażających regionalnemu lub światowemu bezpieczeństwu oraz powodujących naruszenie praw człowieka. Podobnie jak w operacjach pokojowych, siły interweniujące powinny działać w sposób bezstronny – nie są bowiem strona w konflikcie. W teorii problemu w ujęciu Sojuszu Północnoatlantyckiego, przez pojęcie operacji reagowania kryzysowego rozumiane są

Sojusznicze, wielonarodowe i wielofunkcyjne działania militarne i niemilitarne, wychodzące w swych celach militarnych poza artykuł 5 Traktatu Waszyngtońskiego

Celem operacji reagowania kryzysowego jest wspieranie bezpieczeństwa zbiorowego, zapobieganie rozprzestrzenianiu się konfliktu oraz niesienie pomocy humanitarnej. W ramach tego rodzaju operacji, prowadzone są akcje ratownicze i ewakuacyjne, akcje humanitarne, świadczenia pomocy w przypadkach katastrof lub klęsk żywiołowych, działania wspierające pokój oraz inne działania militarne o ograniczonym celu. W odróżnieniu od operacji reagowania kryzysowego w szerokim ujęciu, operacje pokojowe, czy też „operacje wsparcia pokoju”, są operacjami prowadzonymi w związku z zagrożeniami o charakterze militarnym. Operacje pokojowe i wsparcia pokoju, prowadzone są na podstawie prawnej której źródłem może być w pierwszej kolejności Organizacja Narodów Zjednoczonych, czy też inne organizacje międzynarodowe. Operacje te jednak, prowadzone są zawsze w celu wsparcia, zapewnienia lub utrzymania pokoju. O ile, w literaturze przedmiotu, pod pojęciem operacji pokojowych rozumie się wszelkie działania o charakterze pokojowym których podstaw szukać należy w rezolucjach ONZ, o tyle operacje wsparcia pokoju to działania wyłącznie militarne prowadzone metodami i narzędziami walki zbrojnej. Często także na podstawie mandatu ONZ przekazanego organizacji o charakterze militarnym bądź państwu zgłaszającemu chęć przewodnictwa w takiej operacji. Takie organizowanie i prowadzenie operacji mieści się w warunkach reagowania kryzysowego, w odróżnieniu od tego ostatniego jednak, stanowi reakcję wyłącznie na zagrożenia o charakterze militarnym. Mimo pewnych bowiem różnic w ujmowaniu pojęcia operacji pokojowych w różnych krajach, przyjąć można iż

Operacje pokojowe to zapobieganie, ograniczanie, łagodzenie i zakańczanie działań wojennych między państwami albo wewnątrz państwa poprzez pokojową interwencję strony trzeciej, zorganizowaną i kierowaną przez organizację międzynarodową przy użyciu personelu wojskowego, policyjnego i cywilnego do przywrócenia i utrzymania pokoju

Operacje reagowania kryzysowego mogą być przeprowadzane wobec całego spektrum zagrożeń. Z uwagi na charakter czynnika powodującego sytuację kryzysową lub kryzys, mogą przybrać postać:
- działań ratowniczo-ewakuacyjnych;
- działań humanitarnych;
- działań wspierających pokój;
- działań zmierzających do niesienia pomocy w przypadku klęsk i katastrof żywiołowych;
- działań militarnych skierowanych przeciw zagrożeniom bezpieczeństwa.

Wojskowe operacje reagowania kryzysowego, zwane dawniej wojskowymi operacjami innymi niż wojna (Military Operations Other Than War – MOOTW), przybierać mogą postać działań bojowych, bądź też operacji bez użycia siły. W każdym jednak przypadku, obowiązuje zasada prymatu politycznych warunków prowadzenia działań przez siły zbrojne, i to warunków rozciągających się na każdym szczeblu operacji – zaczynając od poziomu strategicznego, aż po szczebel taktyczny. Dotyczy to zarówno typowych operacji pokojowych, czy wsparcia pokoju, jak i operacji reagowania kryzysowego w szerokim ujęciu, obejmującym także działania podejmowane w odpowiedzi na zagrożenia inne niż związane z użyciem siły. Podczas organizowania natomiast operacji reagowania kryzysowego na przyczyny lub skutki zagrożeń społecznych lub sił natury organem organizującym i koordynującym na terytorium państwa jest odpowiedni organ administracji państwowej, odpowiedzialny za reagowanie kryzysowe na poziomie jednostki podziału administracyjnego państwa lub kraju. Siły zbrojne są wobec tego jedynie uczestnikiem, a nie organizatorem operacji, w której osiągane są cele bezpieczeństwa wewnętrznego państwa.

## Operacje wsparcia pokoju
Odmiennie od operacji reagowania kryzysowego pojmowane są operacje wsparcia pokoju, które w zostały zdefiniowane w doktrynie NATO AJP 3.4.1. Zgodnie z przyjętym stanowiskiem Sojuszu, są to:

wielofunkcyjne operacje prowadzone bezstronnie w celu wsparcia mandatu ONZ lub OBWE, obejmujące użycie sił wojskowych, zaangażowanie organów dyplomatycznych oraz organizacji i agencji humanitarnych, które są wyznaczone do osiągnięcia długoterminowego porozumienia politycznego lub innych warunków sprecyzowanych w mandacie.

Doktryna ta wyraźnie wskazuje na istotne cechy celów operacji wsparcia pokoju, którymi są:
- zapobieganie konfliktom, obejmujące zróżnicowane działania wojskowo-cywilne, począwszy od inicjatyw dyplomatycznych, na rozmieszczeniu wojsk skończywszy, którego celem jest niedopuszczenie do podjęcia działań zbrojnych w obszarze kryzysu;
- operacje tworzenia pokoju, będące działaniami dyplomatycznymi podejmowanymi po rozpoczęciu konfliktu, a ich celem jest wypracowanie porozumienia pokojowego. Działania te mogą obejmować szerokie spektrum czynności, jak mediacje, izolacja dyplomatyczna, sankcje itp. Wszystkie one ukierunkowane są na osiągnięcie porozumienia o przerwaniu ognia, ewentualnie porozumienia pokojowego. Operacje tworzenia pokoju są ściśle związane z Karta Narodów Zjednoczonych, i zasadniczo bazują na mandacie wynikającym z rezolucji Rady Bezpieczeństwa ONZ;
- operacje utrzymania pokoju – podejmowane są przez społeczność międzynarodową w sytuacji, gdy porozumienie o przerwaniu walk, czy inne porozumienie pokojowe zostało już osiągnięte. Pomimo rozmieszczenia wojsk w obszarze objętym kryzysem, użycie broni dozwolone jest wyłącznie w obronie własnej;
- operacje wymuszania pokoju – obejmujące działania zgodne z postanowieniami rozdziału VII Karty Narodów Zjednoczonych, polegające na wykorzystaniu środków militarnych do przywrócenia pokoju w rejonie konfliktu. Operacje tego typu mogą być prowadzone w razie konfliktu międzynarodowego bądź wewnętrznego. Użycie przemocy zbrojnej uważane jest jednak za rozwiązanie ostateczne. Przeprowadzenie tego rodzaju operacji – w przeciwieństwie do pozostałych – nie wymaga jednak zgody zwaśnionych stron;
- operacje budowania pokoju – obejmują działania po zakończeniu konfliktu, zmierzające do utrwalenia rozwiązań politycznych w celu zapobieżenia odnowieniu konfliktu. Wykorzystanie sił zbrojnych służy w tym rodzaju operacji budowie atmosfery zaufania, porozumienia i współpracy, lecz także ekonomicznej odbudowie państwa;
- operacje humanitarne – obejmują działania prowadzone w celu udzielenia pomocy ludności cywilnej w trudnej sytuacji, zwłaszcza gdy z różnych powodów nie zapewniają jej odpowiednie władze cywilne.